# Biodiesel

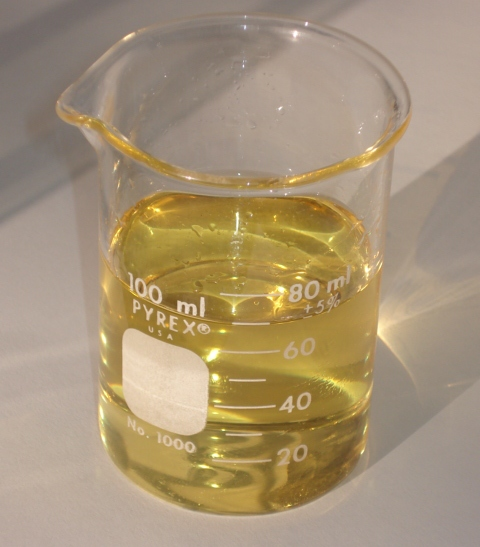
Biodiesel B100 z oleju sojowego

Biodiesel — biopaliwo (przetworzony chemicznie olej roślinny, np. rzepakowy) do silników wysokoprężnych (Diesla).
Biodieslem nazywa się zarówno czyste estry kwasów tłuszczowych i alkoholi, np. estry metylowe (FAME, z ang. Fatty Acid Methyl Esters) lub etylowe (FAEE, z ang. Fatty Acid Ethyl Esters), jak i mieszanki paliwowe z olejem napędowym w celu otrzymania paliwa zapewniającego lepsze warunki pracy silnika: 
- B100 100% FAME
- B80 80% FAME 20% ON
- B20 20% FAME 80% ON i tak dalej.
- Dodatkowo biodiesel ma o wiele lepsze własności smarne niż tradycyjny olej napędowy oraz przedłuża istotnie żywotność silnika[2].

Argumenty proekologiczne:
- brak zanieczyszczeń powietrza związkami siarki,
- część wyemitowanego w trakcie spalania dwutlenku węgla została wcześniej wchłonięta przez rośliny, a w przypadku ON pochodzi on z ropy naftowej; w związku z tym wprowadza się mniejsze ilości dodatkowego CO2 do atmosfery.

Jednak FAME powoduje emisję o około 20% więcej tlenków azotu (NOx).
Argumenty gospodarcze przemawiające za stosowaniem biodiesla:
- produkcja biodiesla z oleju rzepakowego pozwala na aktywizację terenów wiejskich i zagospodarowanie nieużytków rolnych,
- wykorzystanie produkowanych w kraju domieszek do paliw płynnych pozwala na częściowe uniezależnienie energetyczne kraju od dostaw ropy oraz zmniejszenie zależności cen paliwa od zmian ceny ropy naftowej i kursów walut,
- jest łatwiej katabolizowany co jest korzystne dla ochrony środowiska,
- nie zwiększa stężenia CO2 w atmosferze z powodu spalania surowców kopalnych (jeśli nie uwzględniać emisji dwutlenku węgla w procesie produkcji biodiesla metanolu).

Problemy:
- Uzyskiwane liczby cetanowe estrów kwasów tłuszczowych są porównywalne lub nieznacznie wyższe niż w oleju napędowym[4].
- Niektóre właściwości fizyczne (np. lepkość) estrów kwasów tłuszczowych zmieniają się wyraźnie podczas wzrostu temperatury i cecha ta wymagać może dodatkowych chłodnic dla biodiesla – aby faktyczna dawka paliwa podawana przez aparaturę wtryskową była zgodna z dawką założoną (optymalną). (W przypadku oleju napędowego zmiana cech fizycznych podczas pracy silnika nie jest istotna).
- Glukozydy steroli pod wpływem niskiej temperatury mogą wytrącać osady. Po przekroczeniu poziomu zawartości glukozydów steroli w bioestrach wynoszącego 8 mg/kg, będą występowały problemy związane z sedymentacją osadów oraz zatykaniem filtrów i elementów instalacji podczas eksploatacji w warunkach zimowych[5].

## Otrzymywanie

### Transestryfikacja olejów
Oleje są triacyloglicerolami – estrami wyższych kwasów tłuszczowych i glicerolu. W celu obniżenia lepkości i poprawy właściwości fizycznych poddawane są one transestryfikacji alkoholami monohydroksylowymi. Najczęściej wykorzystywany jest w tym celu metanol (CH
3OH; reakcja nosi wówczas nazwę metanolizy), ze względu na niską cenę i korzystne właściwości fizykochemiczne. Na drugim miejscu jest etanol (C
2H
5OH), a rzadziej propanol (C
3H
7OH), butanol (C
4H
9OH) i pentanol (C
5H
11OH).
Reakcję transestryfikacji metanolem można zapisać sumarycznie:
(R−COO)
3Glyc + 3CH
3OH  ⇄  3R−COOCH
3 + Glyc(OH)
3
gdzie R – łańcuch węglowy kwasu tłuszczowego, Glyc – szkielet węglowy glicerolu
Reakcje prowadzi się zazwyczaj w obecności katalizatorów. Mogą to być katalizatory kwasowe, np. H
2SO
4 (reakcja może wówczas przebiegać w obecności wilgoci) lub zasadowe, np. NaOH (wymagane są warunki bezwodne, aby zapobiec hydrolizie do wolnych kwasów tłuszczowych). Stosuje się też enzymy – lipazy. Opracowano też metodę metanolizy niekatalitycznej; reakcję prowadzi się wówczas w warunkach nadkrytycznych, w temp. 350 °C i ciśn. 450 atm.
Szybkość reakcji jest zależna od temperatury, pH i intensywności mieszania. Mieszanina poreakcyjna rozdziela się samoczynnie: biodiesel stanowi lżejszą frakcję hydrofobową, natomiast dolna cięższa frakcja hydrofilowa zawiera glicerynę, katalizator i wodę. W skali przemysłowej separacja może być przyspieszona przez przepływowe wirowanie mieszaniny poreakcyjnej. Cechy i właściwości biodiesli (jako paliw), wytwarzanych z udziałem metanolu (FAME) bądź etanolu (FAEE), nie różnią się. Zastosowanie metanolu umożliwia uzyskanie korzystniejszych wskaźników ekonomicznych wytwarzania, dzięki czemu technologia ta jest bardziej rozpowszechniona. W obu technologiach (oprócz pozostałości z wytłaczania olejów i produktu dodatkowego w postaci gliceryny) powstają odpady, które muszą być uzdatniane przed utylizacją.

### Piroliza biomasy
Innym sposobem produkcji biodiesla jest piroliza biomasy. Uzyskuje się w ten sposób ciemnoczerwony, brązowy lub czarny płyn zwany olejem pirolitycznym lub bio-olejem. Jest to paliwo niskiej jakości, o wartości opałowej 15-22 MJ/kg (w porównaniu do 43-46 MJ/kg dla oleju konwencjonalnego). Wynika to z dużej zawartości wody (14–33%) i obecności utlenionych związków organicznych.

## Historia produkcji w Polsce
W Polsce produkcję biopaliw jako pierwsza uruchomiła Rafineria Trzebinia.